# Наталино (Херсонская область)
Наталино (укр. Наталине) — село в Кочубеевской сельской общине Бериславского района Херсонской области Украины.
Почтовый индекс — 74014. Телефонный код — 5535.

## Население
Население по переписи 2001 года составляло 123 человека.

### Языковой состав
Родной язык населения по данным переписи 2001 года:
| Язык       | Численность, чел. | Доля     |
| ---------- | ----------------- | -------- |
| Украинский | 114               | 92,68 %  |
| Русский    | 9                 | 7,32 %   |
| Итого      | 123               | 100,00 % |